# Gert Schutte
Gerrit Jan (Gert) Schutte (ur. 24 maja 1939 w Nieuwpoort, zm. 25 stycznia 2022 w Zeist) – holenderski polityk i urzędnik samorządowy, parlamentarzysta, w latach 1981–2001 lider Politycznej Ligi Protestantów (GPV).

## Życiorys
Absolwent szkoły chrześcijańskiej w Schoonhoven, kształcił się w następnie w zakresie administracji lokalnej. Pracował jako urzędnik samorządowy w administracji miejscowości Giessenburg, Schoonhoven, Elst i Nieuwpoort (1956–1968). Później do 1981 zatrudniony w Zeist, pełnił funkcję zastępcy miejskiego sekretarza. Publikował również m.in. na łamach „Friesch Dagblad”.
Zaangażował się w działalność polityczną w ramach Politycznej Ligi Protestantów, w latach 1973–1981 był sekretarzem generalnym tego ugrupowania, następnie do 2001 jego liderem politycznym. W 2001 został działaczem ChristenUnie (federacji GPV i RPF), która w 2004 przekształciła się w jednolite ugrupowanie. W latach 1974–1978 zasiadał w stanach prowincjonalnych Utrechtu, a od 1981 do 2001 sprawował mandat posła do Tweede Kamer. W niższej izbie Stanów Generalnych zajmował się głównie kwestiami konstytucyjnymi. Po odejściu z parlamentu był członkiem Kiesraad, państwowej komisji wyborczej.
Kawaler Orderu Lwa Niderlandzkiego (1994) oraz Orderu Oranje-Nassau (2001).